# Mateo I Orsini
Mateo Orsini (en italiano: Matteo Orsini; fallecido después de enero de 1238) o Maio Orsini fue conde palatino de Cefalonia y Zacinto.

## Biografía
El origen de Mateo es desconocido. Generalmente se le considera descendiente de la noble familia romana Orsini, y según la genealogía —en su mayoría conjeturas— presentada por el académico del siglo XIX Karl Hopf, era hijo de un tal Ricardo Orsini y de una hija del almirante Margaritone de Bríndisi, que había conquistado las islas bizantinas de Cefalonia, Zacinto e Ítaca durante la tercera invasión normanda de los Balcanes en 1185. Otros académicos, por otro lado, lo han considerado yerno de Margaritone. En ambos casos, sin embargo, se considera que sucedió a Margaritone en su gobierno sobre Cefalonia, Zacinto e Ítaca, tras la desgracia de este último en 1194. Como Margaritone, Mateo reconoció la soberanía de los reyes normandos de Sicilia.
Sin embargo, investigaciones más recientes han arrojado dudas sobre este relato tradicional: lo más probable es que Mateo fuera de Monopoli, en Apulia, y parece no tener ningún parentesco con Margaritone. Incluso su apellido, Orsini, solo está atestiguado para sus descendientes y no para sí mismo, y no está claro cómo se asoció con su familia. La versión aragonesa de la Crónica de Morea ofrece un trasfondo alternativo, e informó que Maio había sido expulsado de Monopoli, huyó a Cefalonia y se casó con la hija del gobernador bizantino local antes de extender su dominio sobre las islas vecinas. Si bien los estudiosos anteriores desestimaron su versión, puede haber estado más cerca de la realidad según el historiador Andreas Kiesewetter. Kiesewetter sugiere que Mateo se convirtió en el señor de las islas en 1206, luego del colapso del Imperio bizantino debido a la cuarta cruzada en 1204.
Tras la partición del Imperio bizantino por los miembros de la cuarta cruzada en 1204, las Islas Jónicas, incluidas las gobernadas por Mateo, fueron asignadas a la República de Venecia. En 1205, Venecia procedió a ocupar Corfú, la mayor de las Islas Jónicas, gobernada por el pirata genovés Leone Vetrano. Para asegurarse contra un destino similar, en 1207 Mateo se colocó a sí mismo y a sus dominios bajo la autoridad del papa Inocencio III. Sin embargo, dos años más tarde, Mateo se acomodó con Venecia, reconociendo la soberanía de la república. Sin embargo, esta información es reportada por cronistas venecianos de los siglos xiv y xv, por lo que su veracidad es inverificable; en cualquier caso, como señala Kiesewetter, la pérdida veneciana de Corfú en 1210 habría hecho que cualquier conexión veneciana fuera menos atractiva para Mateo. De hecho, parece que durante el mismo período se colocó bajo la soberanía del Imperio latino de Constantinopla. Después de la muerte del emperador Enrique de Flandes en 1216, buscó la protección del papa, mientras que al mismo tiempo buscaba estrechas relaciones con Teodoro Comneno Ducas, el gobernante griego de Epiro. Estos lazos entre los dos se fortalecieron con el matrimonio de Mateo con una hermana de Teodoro en 1227.
Tras la derrota de Teodoro en Klokotnitsa en 1230, que supuso el fin de sus ambiciones imperiales, en 1236 Mateo se convirtió en vasallo del Principado de Acaya.
El último registro de Mateo es una carta que le envió el papa Gregorio IX en enero de 1238, en la cual lo exhortaba a salir en defensa de Constantinopla contra los griegos del Imperio de Nicea. El conde Ricardo Orsini a menudo se le considera su hijo y sucesor, pero esto es problemático por razones cronológicas. Es probable que Mateo fuera sucedido por otra persona, que posiblemente se llamaba Teodoro y quien sería el padre de Ricardo.